# Black Hebdo
Black Hebdo est un journal hebdomadaire français, paru en 1976, destiné aux Français noirs d'ascendance antillaise et africaine.

## Historique
Premier journal s'adressant à la diaspora noire de France, il fut créé en 1976 par le producteur et journaliste originaire des Antilles, Gésip Légitimus (22 août 1930 - 18 janvier 2000), le comédien Ibu et le journaliste camerounais Pierre Coula (14 mars 1934 - 22 août 2009).
Le jour de la finale Saint-Étienne-Rennes, Black Hebdo s'offre une promotion exceptionnelle qui surprend tout Paris : avant et pendant le match, un immense ballon gonflable ovale survole doucement le ciel de Paris au-dessus de Boulogne et du Parc des Princes dans le 16e arrondissement où se joue le match. Sur ses flancs est apposée la photo d'un bel enfant métis portant sur sa tête le casque gaulois. On peut y lire : « Le journal du monde noir ». Le match est reporté par Europe 1. À chaque intermède, la radio ponctue : Si tous les Français avaient les mêmes ancêtres, ils auraient les mêmes lectures… Black Hebdo, le journal du monde noir !
Le groupe noir américain de presse, éditeur du magazine Ebony s'était intéressé au projet Black Hebdo. L'une des actions de ce groupe était le financement de cette campagne de promotion parfaitement réussie.
La campagne promotionnelle de Black Hebdo inquiéta la classe politique française qui exigeait des réponses aux questions suivantes : « que revendiquent ces Africains et Antillais réunis autour d'un projet éditorial soutenu par les Afro-Américains ? Ont-ils une ambition politique ? D'où provient leur financement ? ».
Alors que Pierre Coula recevait la visite des Renseignements généraux, le groupe antillais Kassav, au zénith de sa gloire, convaincu par le journaliste Gésip Légitimus, s'intéressa au journal. Silvère Samba, soixante-huitard gauchiste et organisateur professionnel hors pair fut appelé à la rédaction graphique.
Dans les jours suivant la campagne promotionnelle de Black Hebdo, le ministère de l'Intérieur français s'abonna au journal, en dizaines d'exemplaires afin, sans doute, de maîtriser la ligne éditoriale de cette publication insolite dont le slogan indisposait clairement les autorités.
Une nuit du mois de juillet 1976, un attentat à la bombe au sein des locaux du journal, rue de Trévise, dans le 9e arrondissement de Paris, détruisit le matériel de travail.
Tandis que les enquêtes s'organisaient autour du drame, le contrôle fiscal sollicita les cahiers comptables. Le lendemain, un collectif de personnes physiques et morales de la rue de Trévise porta plainte contre le journal pour « trouble de jouissance » ; la commission paritaire s'enquit de savoir si Black Hebdo était en règle…
Black Hebdo aura vécu peu de temps, mais la disparition de cet hebdomadaire laissera un vide dans le monde noir de l'Hexagone. Il avait eu le temps de fédérer des mentalités autour d'une pensée : appartenir à la communauté noire, tout en étant disséminés à travers les continents, se façonner sans complexe un dessein, revendiquer le droit à la différence.